# Václav Babinský
Václav Babinský (20. srpna 1796 Litoměřice – 1. srpna 1879 Řepy), lidově zvaný též Venca z Pokratic, byl český loupežník.

## Život
Jeho otcem byl Václav Babinský, který pracoval jako nádeník u Antona Bienera, rytíře z Bienenberku, krajského komisaře v Litoměřicích. Matka Kateřina pocházela z německé rodiny Herrmannů. V roce 1800 se rodina přestěhovala z litoměřického předměstí do vlastního domku v nedalekých Pokraticích.
Václav Babinský údajně začal studovat na gymnáziu v Litoměřicích, studia ale nedokončil (je o něm ovšem známo, že uměl dobře číst a měl vypsaný rukopis). V roce 1815 nebo 1816 nastoupil vojenskou službu v Praze. Po předstírané duševní chorobě byl z armády roku 1824 jako vojenský invalida propuštěn a umístěn v Invalidovně v pražském Karlíně, odkud ale uprchl. Usadit se a vrátit se k obživě jako zemědělský nádeník už nechtěl, začal se přátelit s tuláky a potloukat se po krajině kolem Litoměřic. Už v roce 1825 a pak i v roce 1829 byl vyšetřován pro krádeže, žádná mu ale nebyla prokázána.

### Zločiny
Okolo roku 1830 zorganizoval malou loupežnickou bandu, se kterou přepadal pocestné. Poprvé byl zatčen 19. ledna 1832 v Kuřívodách, když se při kontrole prokázal místnímu rychtáři Václavu Frankemu falešnými doklady. Byl obviněn z dvanácti zločinů, včetně dvojnásobné vraždy, ale prokázáno mu jich bylo jen šest:
- 24. března 1830 v Mikulášovicích u Šluknova přepadl se čtyřmi svými kumpány dům mlynáře Antonína Heineho a okradl ho o 500 pruských tolarů. (Krátce poté zemřel Heine na mrtvici.)
- 1. května 1830 v Lysé nad Labem přepadl se sedmi svými kumpány dům Jana Paula.
- 15. ledna 1831 v Brozanech se vloupal se čtyřmi svými kumpány do domu převozníka Jana Krejzy.
- 19. ledna 1832 se dopustil veřejného násilí v Kuřívodách, když při zatýkání pokousal rychtáře Václava Frankeho a zranil jeho dva pomocníky, při tom se prokazoval falešným pasem.
- 5. srpna 1833 v lese u Horní Kamenice se dopustil nejhoršího ze svých zločinů – vraždy. Osmi bodnými ranami nožem usmrtil a poté okradl pláteníka Jana Blumberga.

### Trest

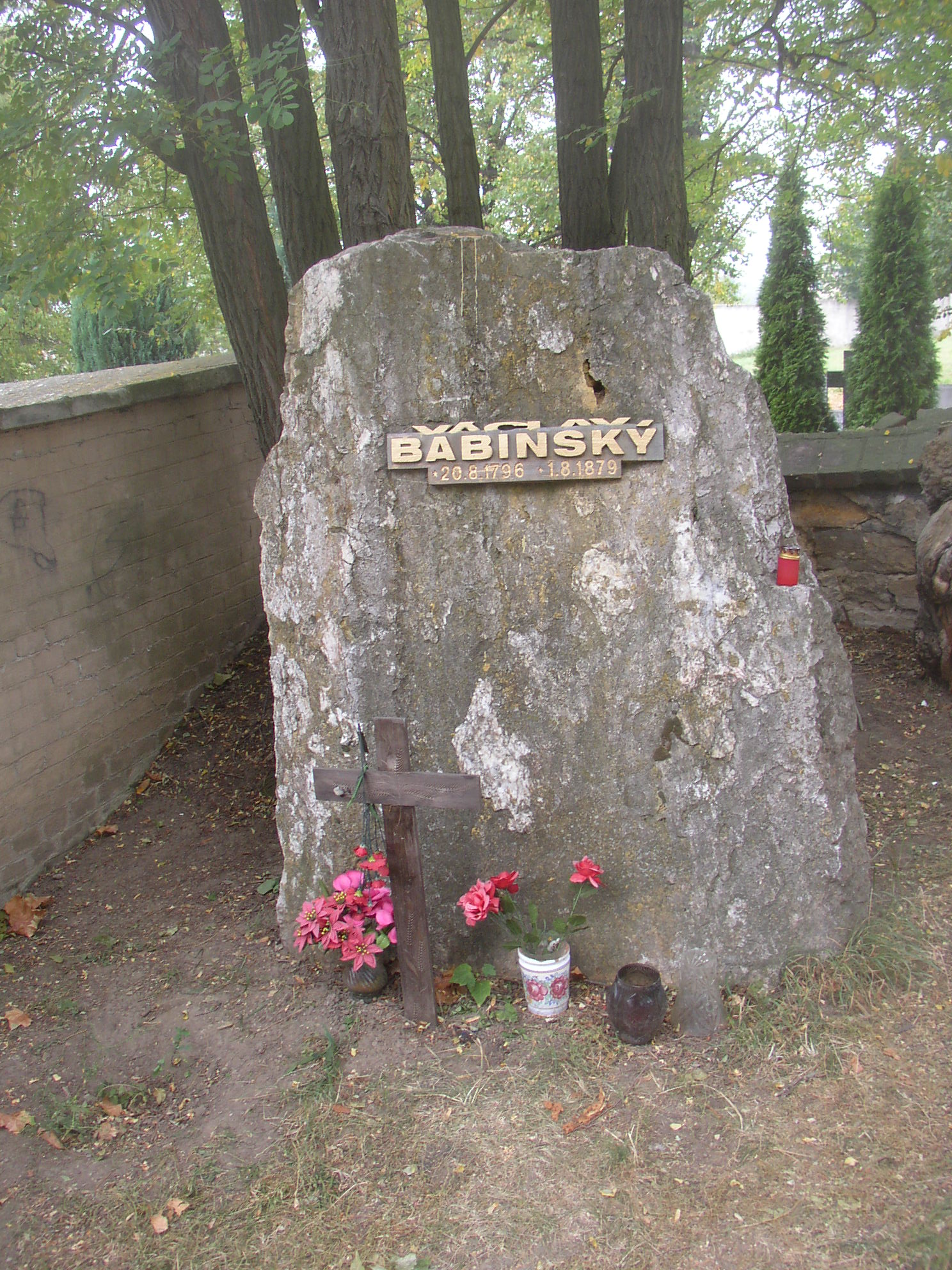
Hrob Václava Babinského na hřbitově v Řepích

Za šest prokázaných zločinů byl Kriminálním soudem v Praze 1. prosince 1840 odsouzen k 20 letům těžkého žaláře.
Dne 10. června 1841 byl uvězněn na Špilberku pod číslem 1042. Důvěru vedení věznice získal svojí pokorou a zbožností, nosil při sobě růženec a při každé příležitosti se modlil. I to mu dopomohlo k získání místa ošetřovatele vězňů. Dne 29. května 1855 bylo vězení na Špilberku zrušeno a Babinský byl na dalších šest let převezen do Kartouz (dnešní Valdice). Od svého propuštění v roce 1861 až do své smrti pracoval jako zahradník v klášteře sv. Karla Boromejského v Řepích, kde se ho ujaly řádové sestry boromejky.

### Zajímavost
Václav Babinský starší pracoval v roce 1796 u Antonína Bienera, rytíře z Bienenbergu, který se proto zřejmě stal i kmotrem při křtu malého Václava Babinského v litoměřickém kostele Všech svatých. Kmotrou tehdy byla podle matričního záznamu Bienerova neteř Marie Anna Světecká z Černčic (* 1778), jejíž mladší sestrou byla Johanna, pozdější manželka významné osobnosti českého národního obrození Josefa Jungmanna.

## Vznik legendy
Po hostincích za pohoštění Babinský vyprávěl historky své i svých spoluvězňů. V roce 1862 vyšlo první sešitové vydání o skutcích loupežníka Babinského. Postupně se stal legendou a většinou smyšlené příběhy o něm plnily různou dobrodružnou literaturu a našly odezvu i v lidové písňové tvorbě. V moderní době stojí za pozornost celé album věnované Babinskému od Michala Tučného, Zdeňka Rytíře a skupiny Tučňáci: Jak to doopravdy bylo s Babinským (1986 vyšlo jako LP).
Babinský se stal motivem seriálu Slavné historky zbojnické.